# Borki (powiat koniński)
Borki – wieś w Polsce położona w województwie wielkopolskim, w powiecie konińskim, w gminie Kramsk.
| SIMC    | Nazwa       | Rodzaj    |
| ------- | ----------- | --------- |
| 0288314 | Stanisławów | część wsi |

Borki wraz z ich częścią zamieszkuje 192 mieszkańców. Borki wraz ze swoją częścią wsi tworzą samodzielne sołectwo Borki. W pobliżu miejscowości płyną rzeki Wiercica oraz Jaźwiniec. W latach 1975–1998 miejscowość należała administracyjnie do województwa konińskiego.